# Політична економія кліматичних змін
Політична економіка зміни клімату - це підхід, який застосовує політичної економії мислення колективних або політичних процесів вивчення найважливіших питань, пов'язаних з прийняттям рішень про зміну клімату.
Оскільки проблема зміни клімату досягнувши верхньої частини міжнародного порядку денного, складність екологічних проблем в поєднанні з різними іншими соціально-політичні проблеми справила значний вплив на вчених, щоб вивчити кращого розуміння багатьох сторін і чинників, які впливають на зміну клімату переговорів і шукати більш ефективні рішення для боротьби зі змінами клімату. Аналізуючи ці питання з політичної точки зору економіки дозволяє пояснити складні взаємодії між різними зацікавленими сторонами у відповідь на наслідки зміни клімату і забезпечує більш широкі можливості для досягнення більш ефективного здійснення політики у сфері зміни клімату.
Зміна клімату-це насамперед політичне питання зараз, що вона стала широко поширена думка, факт. Перш ніж вирішувати проблему, важливо визначити, наскільки кардинальні наслідки можуть бути для того, щоб вирішити його належним чином. Коли маєш справу зі зміною клімату, жителі країни повинні розглядати себе як "громадяни світу", а не окремі сутності, якщо ніякого реального довгострокового прогресу. Згідно з глобальної точки зору, баланс країн законодавства в області зміни клімату в інтересах країн, не перешкоджаючи розвинених країн, внести свій внесок у зусилля. 

## Введення

### Фон
Зміна клімату та глобальне потепління стали однією з найбільш нагальних екологічних проблем і найбільших глобальних проблем у сучасному суспільстві, незважаючи на те, що консенсус не досягнуто в суперечки про його причини та наслідки. Оскільки це питання продовжує домінувати на міжнародній порядку денного, дослідники різних наукових галузей протягом тривалого періоду часу присвячуючи великі зусилля для пошуку ефективних рішень проблем зміни клімату, з технологами і проектувальниками розробити способи пом'якшення та адаптації до зміни клімату; економісти оцінці вартості зміни клімату і вартість її рішення; розвиток експерти вивчають вплив кліматичних змін на соціальні послуги та суспільні блага. Однак, Коммаке (2007) вказує на дві проблеми з багатьма з вищевикладеного, а саме розрив між запропонованих рішень до зміни клімату у різних дисциплінах; і позбавлений політики у вирішенні проблеми зміни клімату на місцевому рівні. Крім того, питання зміни клімату стоїть перед різними іншими проблемами, такими як проблема еліти-захоплення ресурсів, обмеженість ресурсів у країнах і конфліктів, які часто результатом таких обмежень, які часто були менш стурбовані і підкреслив в запропонованих рішеннях. У знак визнання цих проблем, висловлюється думка, що "розуміння політичної економії зміна клімату має життєво важливе значення для її вирішення".
Між тим, нерівномірний розподіл наслідків зміни клімату і в результаті нерівність і несправедливість на бідні верстви населення, які вносять найменший внесок у проблему зв'язала проблеми зміни клімату з розвитком дослідження , яке породило різні програми і стратегії, спрямовані на вирішення проблеми зміни клімату та сприяння розвитку. Хоча було докладено багато зусиль на міжнародних переговорах з питань зміни клімату, стверджується, що багато з теорії, обговорень, збору доказів та здійснення зв'язує зміну клімату і розвиток передбачають в основному аполітичні і лінійні політичного процесу. У цьому контексті, Таннер і Аллуш (2011) припускають, що зміна клімату ініціативи повинні чітко усвідомлювати політичної економії своїх ресурсів, процесів і результатів, з тим щоб знайти баланс між результативністю, ефективністю та справедливістю.

### Визначення
В її ранніх проявах, термін "політична економія" був в основному синонім з економіки,, хоча вона зараз досить розпливчастий термін, який зазвичай відноситься до вивчення колективних або політичних процесів, за допомогою яких суспільні економічні рішення приймаються. В області зміни клімату, Таннер і Аллуш (2011) визначення політичної економії як "процес, за допомогою якого ідеї, сили і ресурси сформульований, узгоджений і реалізований по різних групах і в різних масштабах". А там вже виникла велика література про політичної економії екологічна політика, яка пояснює "політичної неспроможності" екологічних програм, щоб ефективно і ефективно захищати навколишнє середовище, систематичний аналіз по конкретній проблемі зміни клімату з використанням політекономії рамках відносно товариства.

## Поточний контекст: термінова необхідність для політичної економії

### Характеристики зміни клімату
Нагальна необхідність розглянути і зрозуміти політичну економію зміни клімату в залежності від особливостей проблеми.
Ключові питання включають в себе:
Міжгалузевий характер зміни клімату: проблема зміни клімату, як правило, вписується в різні галузі, що означає, що інтеграція зміни клімату в інших сферах політики часто називають. Як наслідок, це призвело до високої складності питання, так як ця проблема повинна вирішуватися з декількох ваг з різними суб'єктами, які беруть участь у комплекс управління процесом. Взаємодія цих аспектів призводить до політичних процесів з множинними і пересічними концептуалізація, узгодження і питання управління, що вимагає розуміння політичних процесів економіки.
Проблемне сприйняття зміни клімату як просто "глобальна" проблема: зміни клімату ініціатив і управлінських підходів, як правило, були вигнані з глобальних масштабах. При розробці міжнародних угод спостерігається прогресивний крок глобальних політичних дій, цей глобальний Сід управління проблеми зміни клімату може бути не в змозі забезпечити достатню гнучкість для конкретних національних або суб-національних умов. Крім того, з точки зору розвитку зору, проблема справедливості та глобальної екологічної справедливості вимагає справедливого міжнародного режиму, в рамках якого вплив зміни клімату і бідності можуть бути одночасно запобігти. У зв'язку з цим, зміна клімату-це не тільки глобальна криза, яка потребує присутності міжнародної політики, але також виклик для національних або суб-національних урядів. Розуміння політичної економії зміна клімату може пояснити, формулювання і переклад міжнародних ініціатив у конкретних національних і суб-національних політичний контекст, який забезпечує важливу перспективу для вирішення питань зміни клімату та забезпечення екологічної справедливості.
Зростання зміни клімату фінанси: в останні роки спостерігається зростання числа фінансових потоків та розробка механізмів фінансування в області зміни клімату арені. У 2010 Конференція ООН зі зміни клімату в Канкуні, Мексика виділила значну суму грошей з розвинених країн в країнах на підтримку адаптації та пом'якшення наслідків, технологій. У короткі терміни, швидкий старт фінанси будуть передані через різні канали, в тому числі двосторонній і багатосторонній офіційної допомоги з метою розвитку, глобальної навколишнього середовища і РКИКООН. Крім того, зростає кількість громадських фондів мати більше стимулів для боротьби зі зміною клімату в країнах, що розвиваються. Наприклад, пілотна програма з адаптації до зміни клімату спрямована на створення та широкомасштабного комплексного підходу до адаптації до зміни клімату в деяких країнах з низьким рівнем доходу та підготовки до майбутніх фінансових потоків. Крім того, зміна клімату фінансування в країнах може потенційно змінити традиційну допомогою механізмів, за допомогою диференціальної інтерпретації загальної, але диференційованої відповідальності' розвиваються, і розвиненими країнами. На основі справедливості і справедливість клімату, зміни клімату, ресурсів все більше розвинених країнах, за даними вини за завдану шкоду. Як наслідок, це неминуче зміна структури управління, так і для країн, що розвиваються, щоб зламати традиційний донор-реципієнт. У цьому контексті, розуміння політичних процесів, економіки, фінансових потоків в умовах зміни клімату арені буде мати вирішальне значення для ефективного, що регулюють передачу ресурсів і боротьби зі зміною клімату.
Різних ідеологічних світоглядів реагування на зміну клімату: у наш час, через сприйняття науки як домінуючою політикою водій, багато політики рецептом і дій в області зміни клімату арені були зосереджені на припущеннях навколо стандартизованого управління і планування систем лінійних політичні процеси, готовністю передачі технології, економічна раціональність, здатність науки і техніки для подолання прогалин у ресурсах. В результаті, як правило, спостерігається ухил у бік технологій-LED та управлінські підходи до вирішення проблеми зміни клімату в аполітичності умови. Крім того, широкий спектр різних ідеологічних поглядів призведе до високої розбіжність сприйняття вирішення зміна клімату, яка також має великий вплив на рішення, що приймаються у відповідь на зміну клімату. Досліджуючи ці питання з точки зору політичної економії, дає можливість краще зрозуміти складність політичної та прийняття рішень у боротьбі зі зміною клімату, владних відносин, опосередковуючи конкуруючих вимог щодо ресурсів, так і контекстуальних умов для сприятливої адаптації технологій".
Ненавмисні негативні наслідки адаптації політики, не фактор в еколого-економічних компромісів: успішна адаптація до зміни клімату потребує балансування конкуруючих економічних, соціальних і політичних інтересів. При відсутності такого балансу, шкідливі небажані наслідки можуть скасувати пільги ініціатив щодо адаптації. Наприклад, зусилля по захисту коралових рифів в Танзанії, змусило місцеві жителі, щоб перейти від традиційної промислової діяльності сільського господарства, які виробляють більше викидів парникових газів.

### Соціально-політичні обмеження
Роль політичної економії в розумінні і вирішенні проблеми зміни клімату також заснована на ключові питання, пов'язані з внутрішньою суспільно-політичної обмеження:
- Проблеми нестабільних держав: нестабільні держави, що визначаються як бідних виконавців, конфлікт і/або постконфліктних державах—це, як правило, здатні за допомогою засобу для зміни клімату ефективно. Питаннями влади і соціальної справедливості ускладнюється наслідками зміни клімату, у той час як недостатню увагу приділено дисфункції нестабільних держав. Враховуючи проблеми нестабільних держав, політична економія підхід може поліпшити розуміння довгострокових обмежень на обсяг і стійкість, завдяки якій проблеми, пов'язані зі слабким потенціалом, державного будівництва та конфліктів можна було б краще розглядати в контексті зміни клімату.
- Неформального управління: у багатьох неефективні держави, прийняття рішень по розподілу і використанню державних ресурсів визначається неформальних відносин і стимулювання приватного, а не формальні державні інститути, засновані на справедливості і законі. Це неформальне управління природою, що лежить у вітчизняних соціальних структур заважає політичних систем і структур раціонального функціонування і, отже, перешкоджає ефективної реакції до зміни клімату. Тому вітчизняні інститути та стимули мають вирішальне значення для прийняття реформ. Аналіз політичної економії дає уявлення про базових соціальних структур і систем, які визначають ефективність ініціатив в області зміни клімату (1).
- Складність соціальних змін: зміни у розвитку слаборозвинених країнах йде вкрай повільно через низку довгострокових загальних проблем, у тому числі товариств нездатності працювати спільно, щоб поліпшити самопочуття, відсутність технічної і соціальної винахідливості, опір і відторгнення інновацій і змін. У контексті зміни клімату, ці проблеми істотно заважають просуванню порядку денного в області зміни клімату. Приймаючи вид політичної економіки в слаборозвинених країнах, могли допомогти розібратися і створити стимули для сприяння трансформації та розвитку, яка закладає основу для очікування реалізації програми з адаптації до зміни клімату.

## Дослідження і підходи
Брандт і Свендсен (2003) введення політична економія основи, яка заснована на політичній підтримці моделі Хіллман (1982) в аналіз вибору інструментів для контролю зміни клімату в Європейському Союзі політику щодо успішної реалізації Кіотського протоколу цільового рівня. В рамках політичної економії, політики в області зміни клімату визначається відносної сили груп зацікавлених сторін. Вивчивши різні цілі різних груп інтересів, а саме промислових груп, споживчих груп і груп захисників навколишнього середовища, автори пояснити складні взаємодії між вибір інструменту для ЄС в області зміни клімату, зокрема, перехід від зеленого оподаткування в grandfathered дозволу системи.
У доповіді Банку Реконструкції і розвитку (ЄБРР) (2011) виконує політико-економічного підходу, щоб пояснити, чому деякі країни приймають політики в області зміни клімату, а інші ні, зокрема серед країн в регіоні з перехідною економікою. Ця робота аналізує різні аспекти політичної економії в особливості політики в області зміни клімату, з тим щоб зрозуміти ймовірні фактори, що сприяють пом'якшенню наслідків зміни клімату результати у багатьох країнах з перехідною економікою. Основні висновки представлені нижче:
- Рівень демократії в поодинці не основним чинником зміни клімату Політика прийняття, що означає, що очікування внесок у глобальні зміни клімату не обов'язково обмежується політичного режиму даної країни.
- Суспільних знань, сформований різних факторів, включаючи проблеми зміни клімату в конкретній країні, на національному рівні утворення і існування вільних засобів масової інформації, є найважливішим елементом політики у сфері зміни клімату прийняття, так як країни з населенням більш обізнані про зміну клімату викликає значно більше схильні до прийняття політики у сфері зміни клімату. Основну увагу слід тому бути на підвищення рівня поінформованості громадськості про термінову загрозу зміни клімату та запобігання інформаційної асиметрії у багатьох країнах з перехідною економікою.
- Відносна сила углеродоемкие галузі є важливим чинником, стримуючим прийняття політики в області зміни клімату, як це почасти пояснює асиметрію інформації. Тим не менш углеродоемкіх галузей промисловості часто впливають на прийняття рішень уряду з питань політики в області зміни клімату, які, таким чином, закликає до зміни стимулів, які сприймаються ці галузі і перехід їх до низько-вуглецевої структури виробництва. Ефективні засоби включають реформи цін на енергоносії та впровадження міжнародних вуглецевих механізмів.
- Конкурентоспроможність національних економік, накопичений у країнах з перехідною економікою у світовій економіці, де все більша міжнародне тиск по скороченню викидів, буде сприяти підвищенню їх політичного режиму внутрішньої легітимності, що може допомогти вирішити внутрішні економічні недоліки, які лежать в відсутність економічної диверсифікації та глобального економічного кризи.

Таннер і Аллуш (2011) пропонують нову концептуальну та методологічну основу для аналізу політичної економіки зміни клімату в своїй останній роботі, яка спрямована на зміни клімату, політичних процесів і результатів з точки зору ідей, енергії і ресурсів. Новий політико-економічного підходу, як очікується, виходять за рамки панівної політичної економією коштів, які розробляються міжнародними установами, що займаються питаннями розвитку, для аналізу зміни клімату ініціатив , що проігнорували так, що ідеї та ідеології, визначити політики (див. таблицю). Автори припускають, що кожен з трьох об'єктивів, а саме ідеї, владу і ресурси, як правило, стає переважаючим на одному з етапів політичного процесу, політичної економіки зміни клімату, з "ідей та ідеологій, домінуючих у концептуалізації фази, потужність в переговорному етапі і ресурсів, інституційного потенціалу та управління на стадії реалізації". Стверджується, що ці елементи мають вирішальне значення у розробці міжнародних ініціатив в області зміни клімату та їх перекладів на національному та суб-національному контексті політики.
| Питання                           | Домінуючим підходом                                | Нова політична економія                                                |
| --------------------------------- | -------------------------------------------------- | ---------------------------------------------------------------------- |
| Процес політики                   | Лінійні, засновані на доведених фактах             | Комплекс, повідомив ідеологія, суб'єкти та владні відносини            |
| Основний масштаб                  | Глобальні та міждержавні                           | Переклад Міжнародний на національному та суб-національному рівні       |
| Зміна клімату наука і дослідження | Роль об'єктивної науки в формуванні політики       | Соціальне конструювання науки і водіння розповіді                      |
| Дефіцит і злидні                  | Характер розподілу                                 | Політичні процеси, що опосередковують конкуруючих претензій на ресурси |
| Прийняття рішень                  | Колективних дій, раціональний вибір та пошук ренти | Ідеологічні чинники і стимули, владних відносин                        |

## См. також
- Зміни Клімату
- Екологічна політика
- Політична Економія
- Політика глобального потепління

## Зовнішні посилання
- Political Economy of Climate Change